# Biergeld

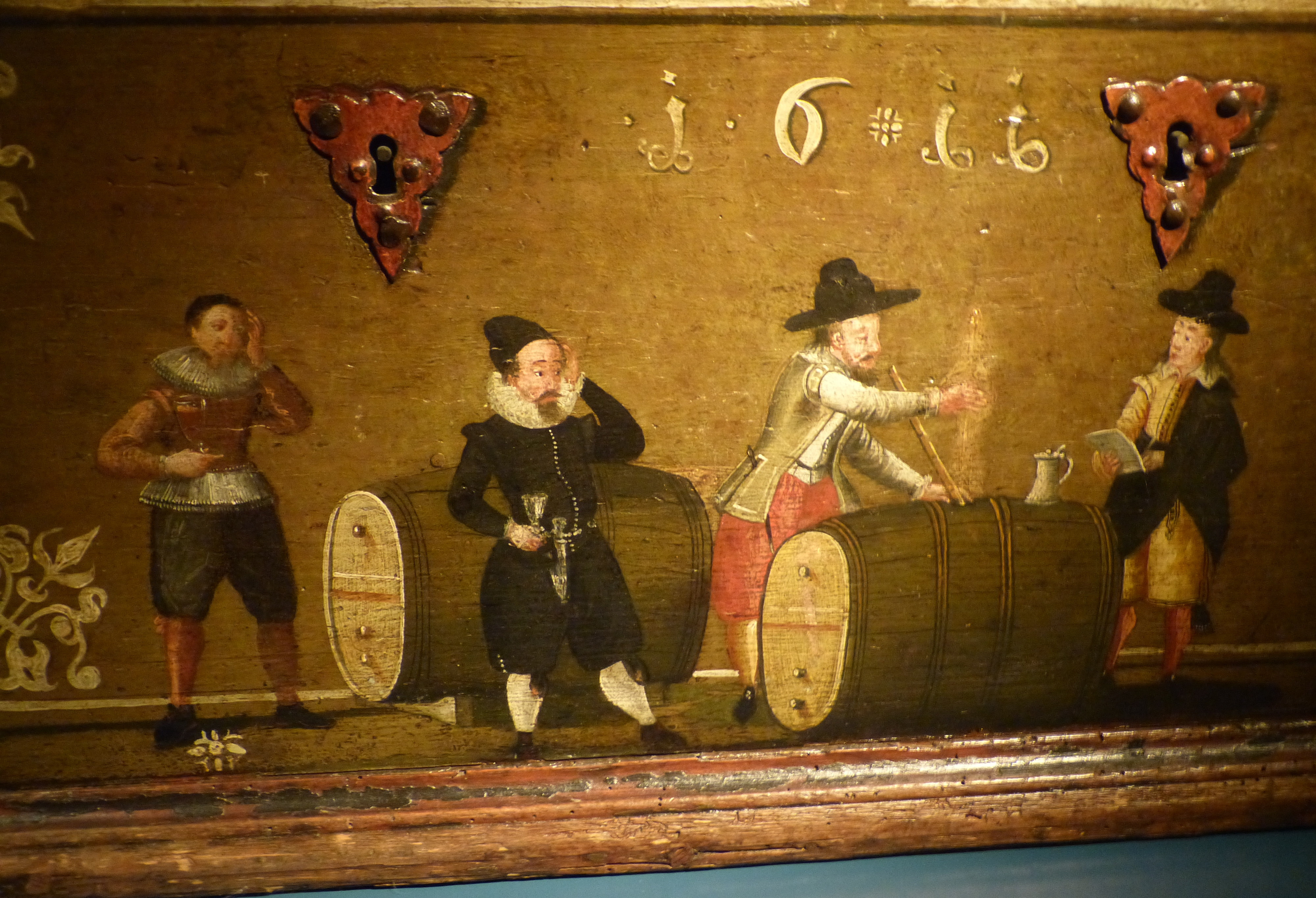
Eintreiber des Biergelds auf einer Truhe für die Aufschlaggelder (1611), Stadtmuseum Traunstein

Das Biergeld, in Wien auch Taz war ab dem 16. Jahrhundert eine der wichtigsten Verbrauchsteuern, die im Heiligen Römischen Reich erhoben wurden.

## Bedeutung
Bier war im Mittelalter eines der Hauptnahrungsmittel, die kommunalen Verbrauchssteuern darauf deshalb vielfältig. Ein jährlicher Bierkonsum von 300 bis 400 Litern pro Kopf war nicht ungewöhnlich. Zum Vergleich: Die europäische Statistik des Jahres 2014 führt das Land Tschechien mit 144 Litern pro Kopf an.
Besondere Bedeutung für die Finanzierung des Staates kam dem Biergeld überall dort zu, wo mehr Bier als Wein konsumiert wurde. In den Territorien des Heiligen Römischen Reichs war das Biergeld eine Abgabe zu Gunsten des Landesherren, seltener der Mediatstädte. Der Kaiser hatte auf diese Steuer keinen Anspruch. Dementsprechend war auch die Einnahme und Abrechnung in ständischer oder landesherrlicher Regie organisiert.
Die Regelmäßigkeit der Erhebung, die Höhe und der Kreis der Steuerpflichtigen differierte von Land zu Land. In manchen Ländern hatten die Stände das Bewilligungsrecht, in anderen Territorien konnte der Landesfürst die Steuer nach eigenem Ermessen erheben, z. B. Ferdinand I. durch die Böhmische Kammer seit 1546. Die Einnahmen daraus waren nach der Grundsteuer, Haussteuer bzw. Rauchfangsteuer die zweitwichtigsten für die königliche Hofkammer. Zunächst wurde ein Groschen pro Fass erhoben. Bis zum Ende des 16. Jahrhunderts stieg das Biergeld in Böhmen bis auf fünf oder gar sechs Groschen pro Fass. In anderen Ländern verlief die Entwicklung ähnlich.
Im 18. Jahrhundert wurde das Biergeld durch die so genannte Akzise ersetzt. Bis in die Gegenwart wird in Deutschland eine Biersteuer erhoben.